# Rock and Roll Band (álbum)
Rock and Roll Band es el tercer álbum recopilatorio de la banda estadounidense de rock Boston y fue publicado por la discográfica Sony Music Entertainment en el año de 1998.
Este compilado numera diez canciones extraídas de los álbumes de estudio Boston y Don't Look Back lanzados en 1976 y 1978 por Epic Records.

## Lista de canciones
| Side one |                       |                    |          |  |
| N.º      | Título                | Escritor(es)       | Duración |  |
| 1.       | «More Than a Feeling» | Tom Scholz         | 4:45     |  |
| 2.       | «Rock and Roll Band»  | Tom Scholz         | 3:04     |  |
| 3.       | «The Journey»         | Tom Scholz         | 1:51     |  |
| 4.       | «It's Easy»           | Tom Scholz         | 4:25     |  |
| 5.       | «A Man I'll Never Be» | Tom Scholz         | 6:40     |  |
| 6.       | «Smokin'»             | Brad Delp / Scholz | 4:24     |  |
| 7.       | «Hitch a Ride»        | Tom Scholz         | 4:15     |  |
| 8.       | «Something About You» | Tom Scholz         | 3:52     |  |
| 9.       | «Party»               | Delp / Scholz      | 4:10     |  |
| 10.      | «Don't Be Afraid»     | Tom Scholz         | 3:51     |  |

## Créditos
- Brad Delp — voz, guitarra acústica, guitarra eléctrica, guitarra de doce cuerdas, aplausos y coros
- Tom Scholz — guitarra acústica, guitarra eléctrica, bajo, teclados, piano, órgano y clavinet
- Barry Goudreau — guitarra eléctrica, slide y aplausos
- Fran Sheehan — bajo y aplausos
- Sib Hashian — batería y percusiones
- Jim Masdea — batería (en la canción «Rock and Roll Band»)